# 道之驛針T·R·S
道之驛針T·R·S（日语：道の駅針T・R・S）是一位於日本奈良縣奈良市，名阪國道與國道369號沿線的道之驛。設施名稱中的「T·R·S」是「Tea Time Resort」的簡寫。針T·R·S是西日本最大的道之驛之一，是奈良當地的建材製造業者納普公司（株式会社 ナップコーポレーション）旗下的關係企業。

## 連接道路
- 名阪國道針IC
- 國道369號

## 服務區設施
- 停車場
  - 小型車：470台
  - 大型車：40台
  - 設有輪椅人士專用車位：3台
  - DSRC車位：8台
- 廁所
  - 男 27
  - 女 24
  - 輪椅人士 1
- 公眾電話
- 餐廳（11:30-21:00）
- 小吃販賣（8:00-22:00）
- 彩票販賣（7:30-22:00）
- 購物（8:00-22:00）
- Familymart（24小時營業）
- 自動售賣機
- 針資料館（9:00-17:00/18:00）
- 針T·R·S漿果農場（觀光農場）
- 巴士站

## 鄰近設施
名阪國道
(23)小倉IC - (24)針IC/道之驛針T·R·S - (25)一本松IC

## 外部連結
- 奈良市